# Modulus

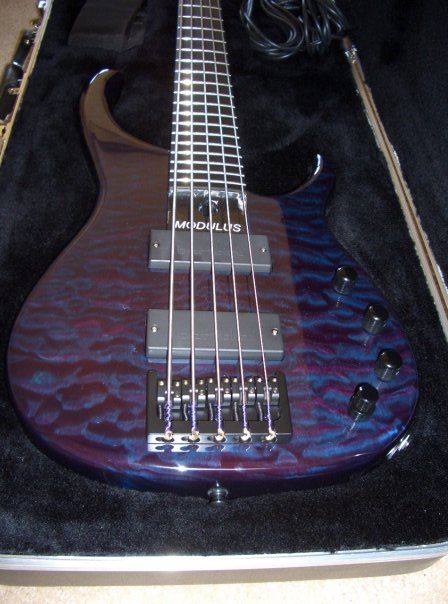
Une guitare Modulus

Modulus est une marque de guitare basse californienne, réputée pour ses instruments haut de gamme à manches composites.
Cette marque propose plusieurs modèles, dont la plus chère et la plus connue, la Modulus Quantum, en 4, 5 ou 6 cordes, sans frette ou frettée.
La fameuse Jazz Bass, qui prend le nom de la VJ avec un manche composite de 21 frettes.
Les Genesis bass, équipées d'un manche en bois avec renfort en carbone.
Enfin, la Funk Unlimited, anciennement dénommée Flea 'signature'. Le nom de celle-ci prend fin à la suite de la promotion de Michael Flea Balzary pour Fleabass (marque chinoise).